# Eilema shansica
Eilema shansica là một loài bướm đêm thuộc phân họ Arctiinae, họ Erebidae.